# Бенікуль-де-Шукер
Бенікуль-де-Шукер, Бенікуль-де-Хукар (валенс. Benicull de Xúquer (офіційна назва), ісп. Benicull de Júcar) — муніципалітет в Іспанії, у складі автономної спільноти Валенсія, у провінції Валенсія. Населення — 1018 осіб (2010).

## Географія
Муніципалітет розташований на відстані близько 320 км на південний схід від Мадрида, 31 км на південь від Валенсії.
На території муніципалітету розташовані такі населені пункти: (дані про населення за 2010 рік)
- Бенікуль-де-Шукер: 1013 осіб
- Монтаньєта-де-ла-Фонт: 5 осіб